# 霍利斯里門峰
72°1′S 8°52′E / 72.017°S 8.867°E
霍利斯里門峰（英語：Hålisrimen Peak）是南極洲的山峰，位於東部南極洲的毛德皇后地，屬於庫爾策山脈的一部分，處於霍利斯通加峰西北面4公里，海拔高度2,655米。